# Rașca (okręg Suczawa)
Rașca – wieś w Rumunii, w okręgu Suczawa, w gminie Mołdawica. W 2011 roku liczyła 750 mieszkańców. 